# Labellum (anatomia owadów)

Głowa muchówki łękorysej. 1: labellum z widocznymi rurkami ssącymi, 2: warga dolna, 3: głaszczek szczękowy, 4: warga górna, 5: podpoliczek, 6: nadustek, 18: wibrys.

Labellum (l. mn. labella) – część aparatu gębowego owadów, wchodząca w skład wargi dolnej (labium).
U muchówek labellum, zwane też poduszeczką powstaje z przekształconych, mięsistych części szczytowych głaszczków wargowych. W przypadku muchówek długoczułkich występuje para osobnych labella, tylko u nasady złączonych z ryjkiem. U muchówek krótkoczułkich oba narządy są mniej lub bardziej zrośnięte. U infrarzędu muchówek łękorysych labellum ma postać dwupłatowej poduszeczki na szczycie ryjka. Zaopatrzona jest ona w liczne rurki ssące (pseudotracheae), którymi wyprowadzana jest z podgębia ślina. Za pomocą poduszeczek ślina rozprowadzana jest równomiernie na dużej powierzchni pokarmu, który po nadtrawieniu zasysany jest przez te same rurki ssące.
Termin labellum bywa również używany jako synonim flabellum, czyli łyżeczki na języczku niektórych błonkówek, a w starszej literaturze określano nim przedłużenie wargi dolnej zachodzące na ryjek u niektórych chrząszczy i pluskwiaków.